# Albucii
Légende :
♦Patricien, ♦Plébéien, ♦Consulaire, ♦Sénatorial, ♦Équestre
Gens et Liste des gentes romaines
Les Albuciii (singulier: Albucius) sont les membres d'une antique famille romaine, la gens Albucia.

## Origines
La famille est peut-être originaire de Ligurie ou de Gaule, un de ses membres les plus connus, Caius Albucius Silus, étant natif de Novaria en Gaule cisalpine.

## Membres

### Sous la République
- Titus Albucius, orateur et professeur de littérature grecque, préteur en Sardaigne en 105 av. J.-C.
- Caius Albucius Silus, rhéteur et avocat qui arrive à Rome sous Auguste. Il intervient aussi à Mediolanum[1].

### Sous le Principat
- Albucilla, épouse de Satrius Secundus, elle est condamnée pour impiété contre Tibère, elle meurt en 37 en prison.
- Albucius, physicien romain actif durant le début et le milieu du Ier siècle, mentionné par Pline l'Ancien qui précise qu'il touche un important salaire annuel évalué à 250 000 sesterces[a 1],[2].

#### Albucii deNovaria
- Marcus Albucius Candidus, (v.90 - ap.121), préfet d'une aile d'infanterie en Dacie Supérieur en 121;
  - Albucia Candida, (v.115 - ap.137), flamine de diva Iulia à Novaria et de diva Sabina, épouse de Caius Valerius Pansa[b 1];

- Albuciae Quintiliae, mère d'Aevilonius Frontinus et d'Aevilonia, de l'ordre sénatorial[b 2].

## Pour approfondir